# Dicranella pycnoglossa
Dicranella pycnoglossa là một loài rêu trong họ Dicranaceae. Loài này được Broth. Paris mô tả khoa học đầu tiên năm 1895.